# Kijas (województwo śląskie)
Kijas – wieś w Polsce położona w województwie śląskim, w powiecie częstochowskim, w gminie Konopiska.
W latach 1975–1998 miejscowość administracyjnie należała do województwa częstochowskiego.
Przed 2023 r. miejscowość była częścią wsi Wygoda.